# Die Gezeichneten (opera)

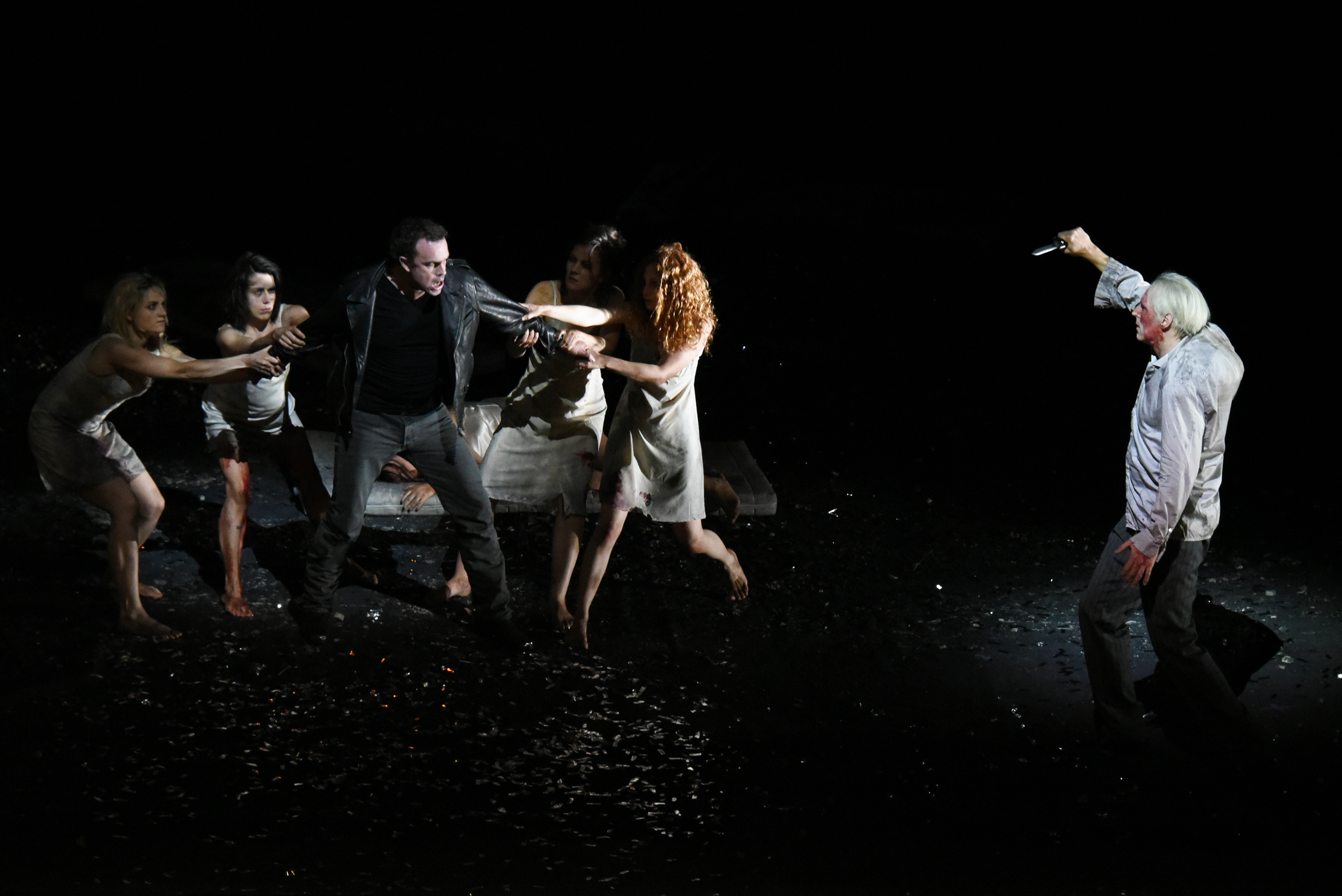
Opéra de Lyon, 2015
Foto: Christian Michelides

Die Gezeichneten is een opera in drie bedrijven van de Oostenrijkse componist Franz Schreker, geschreven tussen 1911 en 1915. De première werd uitgevoerd in de Opera van Frankfurt op 25 april 1918.

## Achtergrond
Het kostte aanzienlijke moeite om de opera uitgevoerd te krijgen. In de eerste plaats vereiste de uitvoering een orkest van honderdtwintig man. Het orkest eiste dat voor elke uitvoering overwerk betaald zou worden, hetgeen uiteindelijk gebeurde. Het werk is zeer complex en eist het uiterste van musici en zangers. Voordat het werk als ”Entartete Musik” door de nazi’s in 1933 verboden werd waren er niettemin zo’n 25 verschillende producties van geweest door heel Duitsland en genoot het aanzienlijke populariteit.
Schreker was in 1911 begonnen met het libretto op verzoek van Alexander von Zemlinsky, die het idee bedacht had van een lelijke maar edele man, die door een ongelukkige liefde in een moordenaar verandert. Alma Schindler, die Gustav Mahler boven hem verkoos zei ooit over Zemlinsky: “Hij was een afschuwelijke dwerg, klein, zonder kin en zonder tanden, hij was altijd ongewassen en hij rook naar het café ...en toch door zijn scherpe geest en kracht ongelofelijk fascinerend”. Toen hij eenmaal klaar was, besloot Schreker het libretto voor zichzelf te houden en er muziek bij te schrijven.

## Synopsis
De opera gaat over drie personen die getekend zijn (vandaar: Die Gezeichneten) door het lot. Alviano Salvago, de verminkte edelman, wiens verlangen naar schoonheid er toe leidt dat hij een kunstmatig paradijs creëert, de knappe maar zwakke Carlotta Nardi en de roekeloze graaf Vitelozzo Tamare, wiens onstilbaar verlangen naar genot uiteindelijk tot de vernietiging van deze drie leidt.

### Eerste bedrijf
Alviano, een bultenaar, lijkt de gevolgen van zijn lelijkheid aanvaard te hebben en heeft besloten zijn eiland Elysium aan de burgers van Genua te schenken. Zijn vrienden ageren hier tegen bij hertog Adorno; zij gebruiken het eiland namelijk voor hun orgieën zonder dat Alviano hier weet van heeft. Tamare, een van hen, verlangt naar een mooie maar onbekende jonge vrouw. Wanneer Alviano de formaliteiten van de overdracht van het eiland rond wil maken, en de podestà Nardi hiervoor met zijn dochter Carlotta bij hem langs komt, blijkt al snel dat zij de onbekende schone is waarvoor Tamare gevallen is. Nu hij haar herkend heeft, probeert hij haar voor zich te winnen, maar zonder succes. Zij bespot hem slechts. Ondertussen probeert de beul Pietro bij Martuccia, de huishoudster van Alviano, een ontvoerde jonge vrouw te verbergen, om haar later naar de geheime plek op het eiland te brengen waar de orgieën plaatsvinden. Onbekend met de werkelijkheid stemt zij hierin toe. Carlotta maakt Alviano duidelijk dat zij schildert en zijn ziel op een van haar doeken wil vastleggen.

### Tweede bedrijf
Podestà Nardi en drie senatoren gaan op audiëntie bij hertog Adorno, wiens toestemming nodig is voor de overdracht van het eiland. Deze probeert afzijdig te blijven en ontwijkt een beslissing omdat hij zijn vrienden niet voor het hoofd wil stoten, maar ook wil voorkomen dat de burgers tegen hem in opstand zullen komen als hij zijn toestemming weigert te geven. Als zij vertrokken zijn vertelt Tamare aan de hertog van zijn mislukte pogingen bij Carlotta. De hertog biedt aan bij haar voor hem te pleiten, maar zegt Tamare ook rekening te houden met een mislukking. Tamare, boos en gekrenkt door haar afwijzing, zweert dat hij Carlotta zal ontvoeren en haar met geweld tot de zijne te maken. Carlotta zelf is ondertussen bezig Alviano te verleiden om zijn zie bloot te leggen, zodat zij hem kan schilderen op de manier zoals zij zich dit heeft voorgesteld. Uiteindelijk zwicht die voor haar charmes en neemt haar teder in zijn armen.

### Derde bedrijf
De burgers van Genua hebben zich de volgende avond verzameld op het eiland Elysium en zijn betoverd door de schoonheid ervan. De moordenaar Pietro heeft Martuccia, die de waarheid heeft ontdekt over de ontvoering van de jonge vrouw Ginestra, vastgebonden zodat zij Alviano niet kan waarschuwen. Deze is op zoek naar Carlotta, wier interesse in hem inmiddels is afgenomen, nu ze hem geschilderd heeft. Tijdens de festiviteiten die avond valt ze echter ten prooi aan Tamare, die haar meeneemt naar zijn geheime grotten op het eiland. De hertog verspreidt het gerucht dat Alviano het brein is achter de ontvoeringen van de meisjes en dat hij degene is die hen misbruikt. Om zijn onschuld te bewijzen leidt hij iedereen naar de grotten. Daar treffen ze sporen van een onderbroken orgie en Tamare en zijn vrienden, die geboeid zijn. Carlotta ligt op sterven. Alviano is wanhopig en weigert te geloven dat zij zich vrijwillig aan Tamare heeft gegeven, als deze opschept over zijn verleidingskunsten. Uit woede en totale razernij doodt hij Tamare. Carlotta, hierdoor opgeschrikt, wijst Alviano af en terwijl zij sterft roept zij om haar geliefde Tamare. Alviano wordt krankzinnig. Terwijl hij verdwaasd wegloopt struikelt hij over het dode lichaam van Tamare.

## Opname
Duits Symfonie Orkest onder leiding van Lothar Zagrosek met Alfred Muff, Monte Pederson, Laszlo Polgar, Elizabeth Connell en Heinz Kruse; Het Rundfunkchor Berlin.